# Нейман Чеслав Гермогенович
Чеслав (Цеслав) Гермогенович Нейман (нар. 1852 — пом. 1906) — польський та український фольклорист, етнограф і археолог, представник української школи в польській історичній літературі. Батько математика Єжи Неймана.

## Біографія
Працював присяжним повіреним, юристом у Вінниці. Був активним співробітником журналу «Київська старовина» (1883—1884).
Друкувався у часописах «Зоря», «Atheneum», «Wisla», «Збірці повідомлень з вітчизняної антропології» («Zbior wiadomosci doantropologii krajowej»).
Автор розробок з українського фольклору та археології. Видав «Археологічні нотатки з російського Поділля» (Варшава, 1889). Серед історичних праць Неймана найвідомішою є «Давня Брацлавщина та її люди».